# Fontainebleau Resorts
Fontainebleau Resorts es una compañía de resorts-hoteles iniciada por los desarrolladores de South Florida real estate y Asociados Turnberry Associates en 2005 después de la compra del famoso Fontainebleau Resort en Miami Beach, Florida.
La compañía está dirigida el director de porTurnberry, Jeffrey Soffer, y el antiguo presidente de Mandalay Resort Group, Glenn Schaeffer. En la actualidad la empresa tiene en curso varios hoteles y condominios en desarrollo en Miami Beach y Las Vegas, entre otros proyectos, Schaeffer también ha dicho que el Fontainebleau será pública con el fin de recaudar fondos para sus miles de millones de dólares en planes de desarrollo.
El 17 de abril de 2007, Publishing and Broadcasting Limited (ahora Crown Limited) anunció que se había puesto de acuerdo para adquirir el 19.6% de Fontainebleau Resorts por US$250 millones.